# Abacetus annamensis
Abacetus annamensis es una especie de escarabajo terrestre de la subfamilia Pterostichinae.  Fue descrita por Tikhon Chicherin en 1903 y es una especie endémica que se encuentra en Vietnam, Sudeste Asiático. 